# エリノア・パーカー
エリノア・パーカー（Eleanor Parker、1922年6月26日 - 2013年12月9日）は、アメリカ合衆国の女優。他にもエリナー・パーカー、エレノア・パーカー、エリナ・パーカーの表記がある。

## 来歴
オハイオ州のセダービルに生まれる。父は数学教師だった。名門のパサディナ・プレイハウスで演技を学び、1941年、映画デビュー。以降、数々の作品に出演し活躍。
往年のハリウッドを代表する美貌で知られているが、演技力にも定評があり、1950年の映画『女囚の掟（原題：Caged）』ではヴェネツィア国際映画祭 女優賞を受賞している。そして、アカデミー主演女優賞にも3回ノミネートされた（下記参照）。ちなみに、アカデミー賞では1度も受賞できず、彼女もデボラ・カーやグレン・クローズらと共に残念組の1人として語られている。
他の代表作に、『探偵物語』（1951年）と有名な『サウンド・オブ・ミュージック』（1965年）の男爵夫人が挙げられる。
1960年代からはテレビドラマにも進出し、エミー賞やゴールデングローブ賞にノミネートされている。
ハリウッド・ウォーク・オブ・フェームにも名前が刻まれている。
2013年12月9日死去。91歳没。

## 主な出演作品
- 壮烈第七騎兵隊　They Died With Their Boots On（1941年）
- 霧の中の戦慄　Between Two Worlds（1944年）
- ハリウッド玉手箱　Hollywood Canteen（1944年）
- 嘆きのプレリュード Escape Me Never（1947年）
- 白衣の女　The Woman in White（1948年）二役
- 大空への挑戦　Chain Lightning（1950年）
- 女囚の掟　Caged（1950年）
- 三人の秘密　Three Secrets（1950年）
- ヴァレンチノ　Valentino（1951年）
- 探偵物語　Detective Story（1951年）　-　※キネマ旬報ベストテン第3位。ウィリアム・ワイラー監督
- 血闘　Scaramouche（1952年）
- 決戦攻撃命令　Above and Beyond（1952年）
- ブラボー砦の脱出　Escape from Fort Bravo（1953年）
- 王家の谷　Valley of the Kings（1954年）
- 黒い絨毯　The Naked Jungle（1954年）
- 黄金の腕　The Man with the Golden Arm（1955年）
- 渡るべき多くの河　Many Rivers to Cross（1955年）
- わが愛は終りなし　Interrupted Melody（1955年）
- ながれ者　The King and Four Queens（1956年）
- 波も涙も暖かい　A Hole in the Head（1959年）
- 肉体の遺産　Home from the Hill（1960年）
- 青春の旅情 Return to Peyton Place（1961年）
- イレブンス・アワー 最後のカルテ　The Eleventh Hour（1963年）
- サウンド・オブ・ミュージック　The Sound of Music (film)（1965年）　-　※キネマ旬報ベストテン第9位
- 消えた拳銃　Warning Shot（1966年）
- オスカー　The Oscar（1966年）
- 殺しの逢びき　An American Dream（1966年）
- カロリーナ　The Tiger and the Pussycat　（1967年）
- 0011ナポレオン・ソロ 地球を盗む男　How to Steal the World（1968年）
- 猫　Eye of the Cat（1969年）
- 華麗なる世界　Bracken's World（1969年～1970年）
- 大統領のスキャンダル　Vanished（1971年）
- 世にも不思議な出来事　Ghost Story（1972年）
- 四人姉妹連続殺人/惨劇は浴室から始まった Home for the Holidays（1972年）
- ミス・アメリカン・コンテスト The Great American Beauty Contest（1973年）
- ハワイ5-0 Hawaii Five-O（1978年）
- サンバーン Sunburn（1979年）
- 新・殺しのドレス She's Dressed to Kill（1979年）
- ラブ・ボート The Love Boat（1979年、1982年）
- ファンタジー・アイランド Fantasy Island（1979年、1983年）
- ワンス・アポン・ア・スパイ Once Upon a Spy（1980年）
- ベガス Vega$（1980年）
- アーサー・ヘイリーのホテル Hotel（1983年）
- ジェシカおばさんの事件簿 Murder, She Wrote（1986年）

## アカデミー賞ノミネート歴
- 第23回（1950年） - 主演女優賞（『女囚の掟』）
- 第24回（1951年） - 主演女優賞（『探偵物語』）
- 第28回（1955年） - 主演女優賞（『わが愛は終りなし』）

## 吹き替えを担当した声優
- 戸田恵子
- 増山江威子
- 武藤礼子
- 増子倭文江
- 寺島信子
- 藤波京子

## 関連書籍
- 「真実－パトリシア・ニール自伝」（兼武進・訳、新潮社・刊）　ISBN 978-4105226015
  - ニールは、パーカーと映画『三人の秘密』で共演した時のことを「（パーカーは）その美貌に似合わないユーモアで私たちを楽しませてくれた」と書いている。